# Claudio Marcelo Guerra
Claudio Marcelo Guerra Carrizo (Montevideo, Uruguay, 22 de diciembre de 1972) es un exfutbolista uruguayo. Jugaba de mediocampista y militó en diversos clubes de Uruguay, Chile, Ecuador y Colombia.

## Clubes
| Club                   | País     | Año         |
| ---------------------- | -------- | ----------- |
| Progreso               | Uruguay  | 1994 - 1995 |
| Santiago Wanderers     | Chile    | 1996        |
| Progreso               | Uruguay  | 1997        |
| Aucas                  | Ecuador  | 1998        |
| Peñarol                | Uruguay  | 1998 - 1999 |
| Liverpool (Montevideo) | Uruguay  | 1999        |
| Juventud Las Piedras   | Uruguay  | 2000        |
| Millonarios            | Colombia | 2000        |
| Independiente Santa Fe | Colombia | 2001        |
| Rentistas              | Uruguay  | 2001        |
| El Tanque Sisley       | Uruguay  | 2002 - 2003 |
| Sud América            | Uruguay  | 2004 - 2006 |
| La Luz FC              | Uruguay  | 2007        |